# Préfecture du Morbihan
La préfecture du Morbihan est un bâtiment administratif situé à Vannes, chef-lieu du département français du Morbihan. Il héberge le préfet et les services de la préfecture.

## Présentation
Inaugurée en 1865 sous Napoléon III, la nouvelle préfecture du Morbihan est construite sur le site de l'ancien couvent des jacobins tout près du quartier Saint-Patern. Cet édifice, bâti sur un plan en U, s'apparente au style Louis XIII avec son corps de 30 mètres de large. Le décor du fronton fait référence à l'Empire (aigle impériale) et à l'histoire bretonne avec les représentations de Nominoë, comte de Vannes, et d'Alain Barbetorte, deux héros de l'indépendance bretonne. 
Les façades et les toitures font l’objet d’une inscription au titre des monuments historiques depuis le 29 octobre 1975.
L'hôtel de la préfecture est entouré d'un parc de cinq hectares. La plus grande partie est composée d'un jardin à l'anglaise dessiné en 1862 par Louis-Sulpice Varé, architecte-paysagiste de Paris, auteur du bois de Boulogne. Placé en contrebas de l'aile des archives, un jardin à la française de 5 000 m2 fut redessiné en 1975.